# Open Nederlandse Jeugdschaak Kampioenschappen

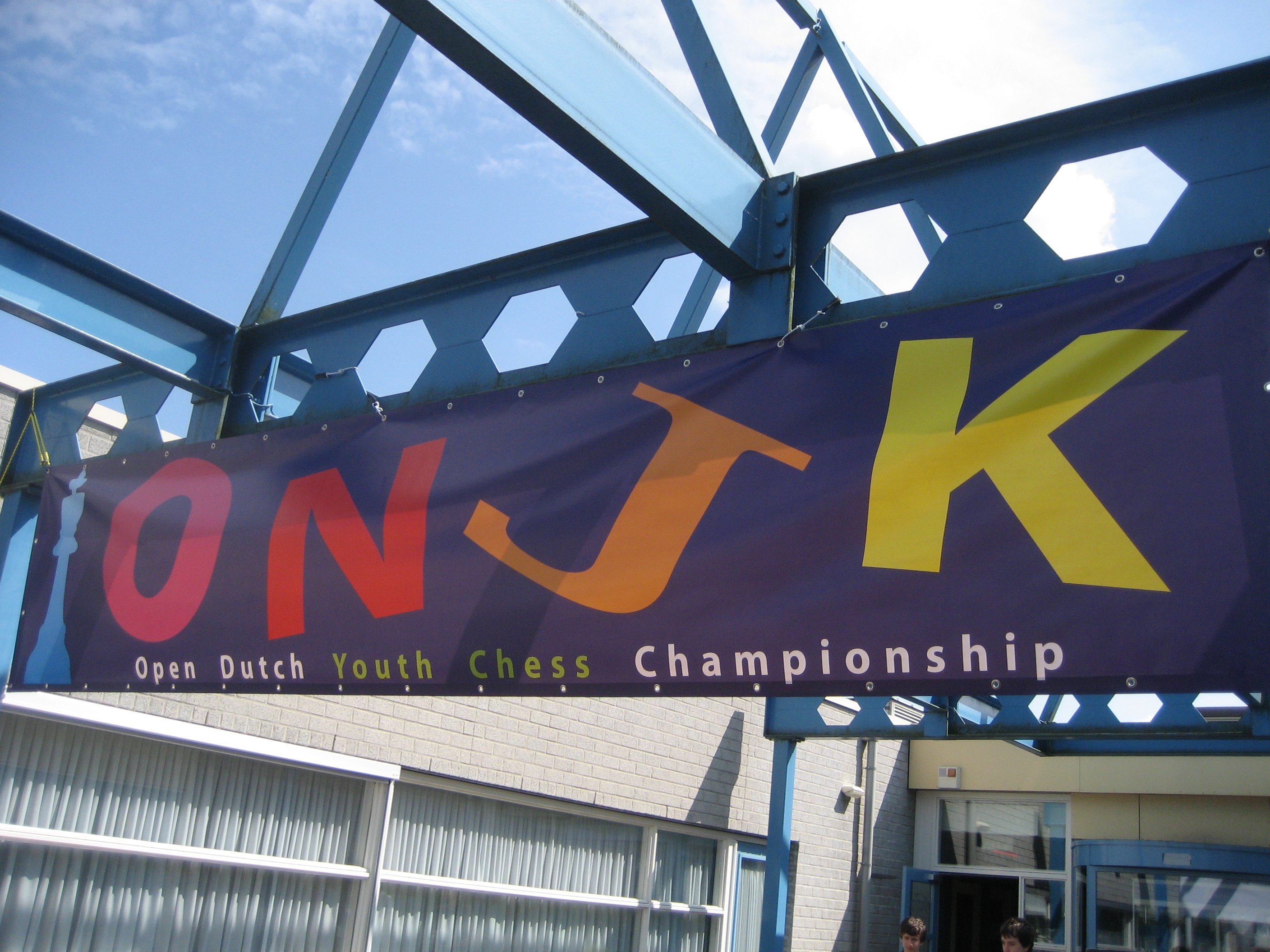
40e editie van het ONJK in Borne (2014)

Het ONJK (tussen 2001 en 2010 met de naam Euro Chess Tournament) is een schaaktoernooi voor jongere schakers. Het toernooi wordt sinds 1975 jaarlijks in Nederland gehouden. Het is een van de grotere jeugdtoernooien in Europa. 

## Opzet en geschiedenis

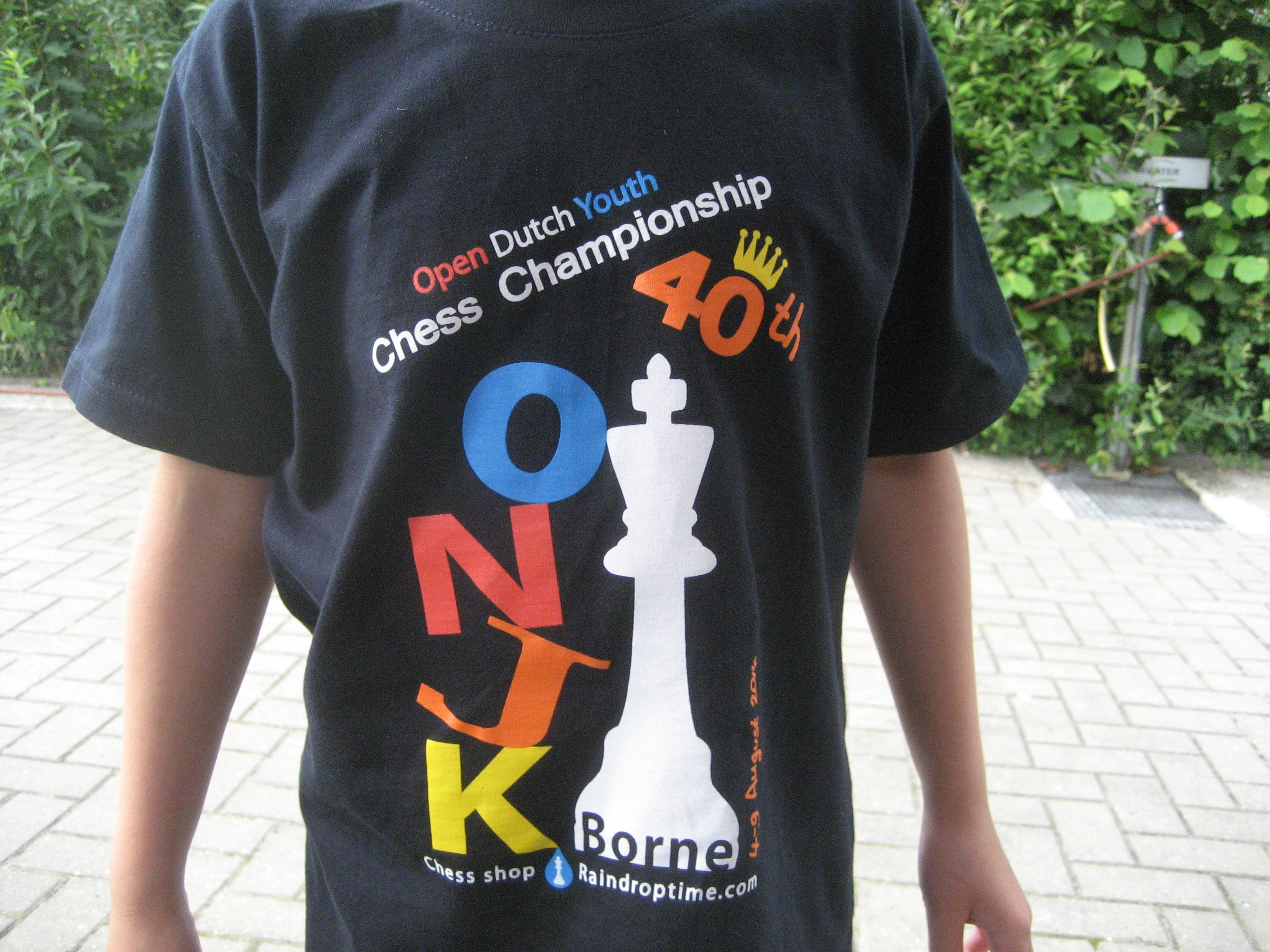
T-shirt bij 40e editie ONJK

De Open Nederlandse Jeugdschaak Kampioenschappen worden gehouden onder auspiciën van de Koninklijke Nederlandse Schaakbond. Er doen ongeveer 200 tot 500 schakers aan mee (van zes tot twintig jaar) in vijf leeftijdsgroepen. Bijna een kwart van de deelnemers komt uit het buitenland, voornamelijk uit België, Duitsland en Azerbeidzjan.
De Open Nederlandse Jeugdschaak Kampioenschappen werden voor het eerst in 1975 georganiseerd in Doetinchem. Frits Fritschy was toen de winnaar. Naderhand werd het toernooi verplaatst naar Arnhem. Het toernooi kreeg toen ook een meer internationaal karakter.

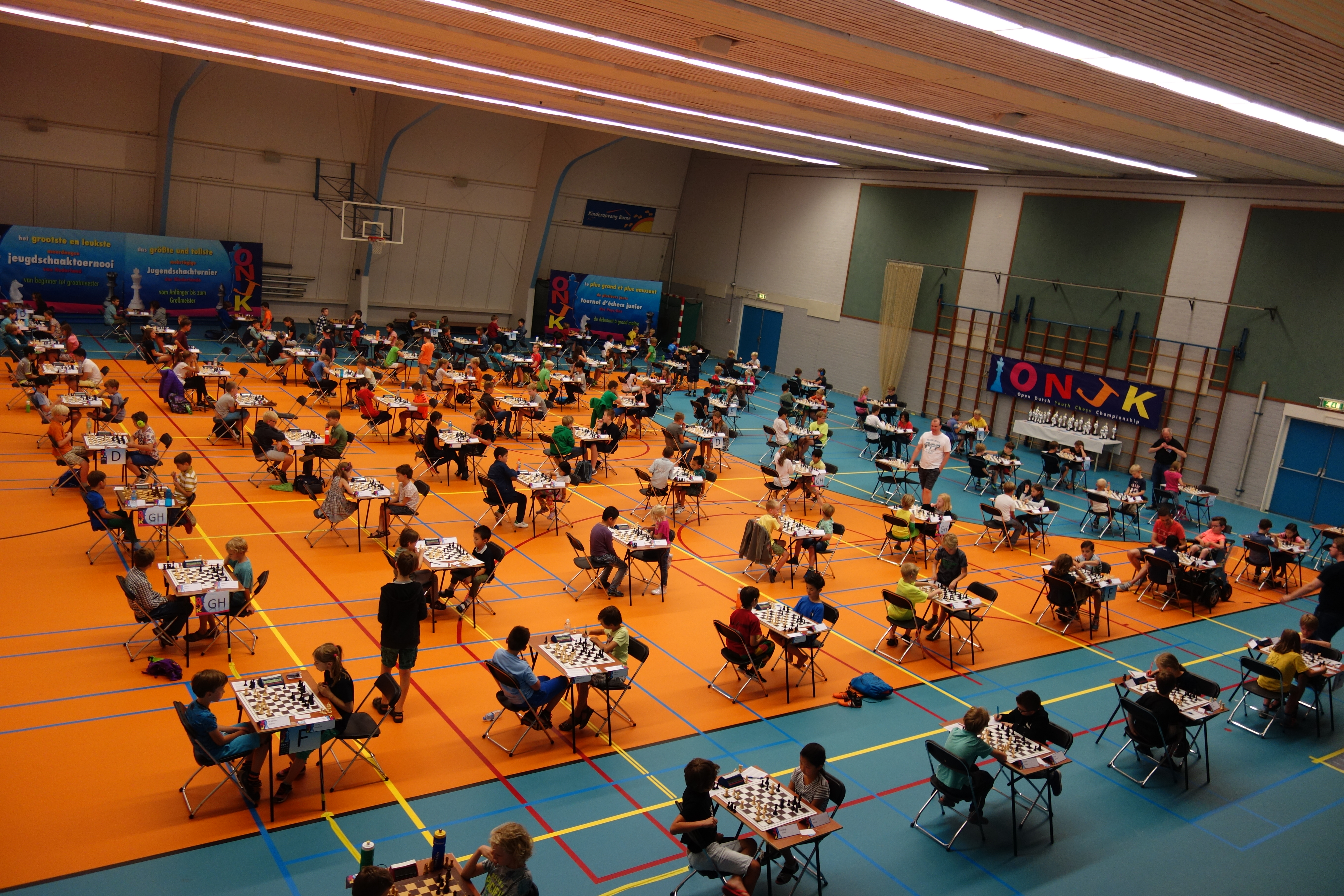
ONJK in Borne (2017)

Gedurende de tijd in Arnhem (tot 1991) werd het toernooi gesponsord door verzekeraar OHRA. Toen OHRA stopte als sponsor, werd het toernooi op initiatief van de schakers Frank Kroeze en Albert Vasse verplaatst naar Twente. Hiervoor werd Stichting Caïssa opgericht om de organisatie van het toernooi te garanderen. Van 1992 tot en met 2007 werd het kampioenschap in het gemeentehuis van Hengelo georganiseerd. Van 1994 tot en met 2004 werd het toernooi gesponsord door Stork, in 2005 en 2006 door de ING Groep. Het toernooi werd van 2007 tot en met 2010 gesponsord door de Universiteit Twente.
Van 2008 tot en met 2010 werd het ONJK gespeeld op de campus van de universiteit Twente in Enschede. Het Open Nederlandse Jeugdschaak Kampioenschap werd van 2011 tot en met 2019 gespeeld in Sportcentrum ’t Wooldrik in Borne (Overijssel). Vanwege het in Nederland rondwarende coronavirus ging het ONJK in 2020 en 2021 niet door.
Het ONJK 2022 werd van 8 tot en met 13 augustus gespeeld in de Diekmanhal in Enschede. Het toernooi kende een nieuwe categorie (U25), met een zevenrondig toernooi voor spelers tot 25 jaar. Die opzet bleek succesvol, met in die categorie 19 deelnemers.
Het ONJK 2023 werd gespeeld in Cultureel Centrum Theotorn in Dieren, van 4 tot 9 augustus 2023.
In 2024 werd het ONJK van 2 tot 8 augustus gehouden in Sporthal De Dumpel in Velp.
Het ONJK 2025 wordt gespeeld van 31 juli tot en met 6 augustus in Dieren.

## Met jonge schaakmeesters (2001-2010)
Tussen 2001 en 2010 bestond het toernooi uit twee onderdelen: de Young Masters (YM) en de Open Nederlandse Jeugdschaak Kampioenschappen (ONJK). De Young Masters was een invitatietoernooi, waaraan zeer sterke jonge spelers meededen, tien uit Nederland en tien uit het buitenland. Deze opzet was onder meer bedoeld om de jonge spelers normen te laten halen voor een titel: Internationaal Meester of Grootmeester.

## Winnaars van het ONJK / Euro Chess Tournament
(Y = Young Masters / U25, A= t/m 20 jaar, B = t/m 16 jaar, C = t/m 14 jaar, D = t/m 12 jaar, E = t/m 10 jaar, F = t/m 8 jaar.
In de jaren 1975 t/m 1987: C = t/m 13 jaar. Vanaf 2011: E-F = t/m 10 jaar, G-H = t/m 8 jaar).
| Winnaars | Winnaars                  | Winnaars                       | Winnaars                        | Winnaars               | Winnaars              | Winnaars                   | Winnaars                           |
|          | Y                         | A                              | B                               | C                      | D                     | E                          | F                                  |
| -------- | ------------------------- | ------------------------------ | ------------------------------- | ---------------------- | --------------------- | -------------------------- | ---------------------------------- |
| 2024     |                           | Leon Elferink                  | Xaveer Blok                     | Lode de Jong           | Dhanesh Bajnath       | Timur Klimenko             | Jim de Wit (F) Viaan Thakkar (G-H) |
| 2023     | Luuk Baselmans            | Sofia Moskalets                | Wouter Terlouw                  | Storm Fallaux          | Akshaj Katpatal       | Dennis Ruzaykyn            | Dhruv Kumar (F) Jim de Wit (G-H)   |
| 2022     | Luuk Baselmans            | Arthur Maters                  | Dylan Achuthan                  | Mees van Batenburg     | Joel Groenewoud       | Akshaj Katpatal            | Tim Ma (F-G-H)                     |
| 2021     | geen ONJK                 | -                              | -                               | -                      | -                     | -                          | -                                  |
| 2020     | geen ONJK                 | -                              | -                               | -                      | -                     | -                          | -                                  |
| 2019     | -                         | Sim Maerevoet                  | Arthur Maters                   | Tyani de Rycke         | Max Pick              | Gachatur Kazarjan          | Jonathan Vijver (F-G-H)            |
| 2018     | -                         | Sim Maerevoet                  | Maximilian Wensing              | Alwin Mainka           | Sven De Putter        | Michelle Trunz             | Gachatur Kazarjan (F-G-H)          |
| 2017     | -                         | David Jongste                  | Mick van Randtwijk              | Victor Muntean         | Lise Heskes           | Canzhou He                 | Kobe Smeets (F-G-H)                |
| 2016     | -                         | Jochem Mullink                 | Luuk Baselmans                  | Jonas Hilwerda         | Kasper Bleeker        | Karl Böhm                  | Manasvita Basa (F-G-H)             |
| 2015     | -                         | Jasper Beukema                 | Xander Pauwels                  | Luuk Baselmans         | Wing Ki (James) Kwong | Miguel Angel Garceran Wang | Jin Wen Bao (F-G-H)                |
| 2014     | -                         | Max Warmerdam                  | Siem van Dael                   | Xander Pauwels         | Mick van Randtwijk    | Benjamin Faybish (E-F-G-H) |                                    |
| 2013     | -                         | Zyon Kollen                    | Maarten van Harten              | Eelke de Boer          | Jasper Beukema        | Nathaniel Faybish (E-F)    | Miguel Garceran Wang (G-H)         |
| 2012     | -                         | Zyon Kollen                    | Mischa Senders                  | Maarten van Harten     | Kevin Nguyen          | Sven ter Stal (E-F)        | Siem van Dael (G-H)                |
| 2011     | -                         | Armen Hachijan                 | Thomas Beerdsen                 | Stijn Gieben           | Robin Lecomte         | Sjoerd van Roon (E-F)      | Nathaniel Faybish (G-H)            |
| 2010     | Valentin Iotov            | Etienne Goudriaan              | Zyon Kollen                     | Stijn Gieben           | Nicola Capone         | Anna-Maja Kazarian         | Nathaniel Faybish                  |
| 2009     | Sergei Zhigalko           | Lars Ootes                     | Milan Mostertman                | Zyon Kollen            | Hing Ting Lai         | Jorden van Foreest         |                                    |
| 2008     | Anton Filippov            | Vincent Rothuis                | Vincent Blom                    | Zyon Kollen            | Lars Vereggen         | Thomas Beerdsen            |                                    |
| 2007     | Igor Lysyj                | Bas van Opheusden              | Mehran Kamali                   | Milan Mostertman       | Kacper Drozdowski     | Rysard Eggink              |                                    |
| 2006     | Michał Olszewski          | Sander van Eijk                | Daniël Schenkeveld              | Benjamin Bok           | Stefan Beukema        | Peter A. van der Poel      |                                    |
| 2005     | Aleksander Rjazantsev     | Jeffrey van Vliet              | Twan Burg                       | Jonathan Tan           | Hugo ten Hertog       | Nick Bijlsma               |                                    |
| 2004     | Andrey Zhigalko           | Daan Brandenburg               | Roeland Pruijssers              | Twan Burg              | Maurice Schippers     | Joost Offringa             |                                    |
| 2003     | Tomi Nybäck               | Koen Leenhouts                 | Joram op den Kelder             | Roeland Pruijssers     | Daniël Schenkeveld    |                            |                                    |
| 2002     | Tomi Nybäck en Jan Smeets | Robert Ris                     | Harmen van den Berg             | Vincent Rothuis        | Twan Burg             |                            |                                    |
| 2001     | Zachar Jefimjenko         | Steven Geirnaert               | Laura Bensdorp                  | Matthew Tan            | Ali Bitalzadeh        |                            |                                    |
| 2000     | -                         | Rainer Buhmann                 | Kevin Tan                       | Bianca Muhren          | Roeland Pruijssers    |                            |                                    |
| 1999     | -                         | Stelios Halkias                | Ramon Koster                    | Harrie van Duijvenbode | Robert Ris            |                            |                                    |
| 1998     | -                         | Jan Gustafsson                 | Ashwin Sewambar                 | Joris de Wind          | Joost Michielsen      |                            |                                    |
| 1997     | -                         | Jan Gustafsson                 | Alexander van Beek              | Bart Michiels          | Kevin Tan             |                            |                                    |
| 1996     | -                         | Tomas Oral                     | Nico Vink                       | Jelmer Jens            | Koen Leenhouts        |                            |                                    |
| 1995     | -                         | Machiel de Heer                | Martijn Dambacher               | Marten Wortel          | Frank Erwich          |                            |                                    |
| 1994     | -                         | Joost Hoogendoorn              | Dennis de Vreugt                | Marten Wortel          | Jelmer Jens           |                            |                                    |
| 1993     | -                         | Frank Kroeze                   | Ivan Utama                      | Ruud Janssen           | Marten Wortel         |                            |                                    |
| 1992     | -                         | Sharunis Shulskis              | Marc Vermulst                   | Martijn Dambacher      | Dennis de Vreugt      |                            |                                    |
| 1991     | -                         | Nicolai Borge                  | Frank van Tubergen              | Jop Delemarre          | Erik van den Doel     |                            |                                    |
| 1990     | -                         | Peter Heine Nielsen            | Remco van der Burght            | Jochem Aubel           | Rurik van Opstal      |                            |                                    |
| 1989     | -                         | Dimitri Reinderman             | Gert Michiel de Niet            | Jan Willem Adriaanse   | Ramses Gunter         |                            |                                    |
| 1988     | -                         | Jeroen Bosch                   | Frank Kroeze                    | Simon de Wijs          | Mark Irwin            |                            |                                    |
| 1987     | -                         | Jacek Dawidów                  | Dimitri Reinderman              | Michael Hoving         |                       |                            |                                    |
| 1986     | -                         | Edward Struyve                 | Lukas van der Linden            | Michael Hoving         |                       |                            |                                    |
| 1985     | -                         | Reinoud Segers                 | Dharma Tjiam                    | Michiel Hochstenbach   |                       |                            |                                    |
| 1984     | -                         | Fitzgerald Krudde & Eelco Haak | Eugene Rebers                   | Kaus Njaman            |                       |                            |                                    |
| 1983     | -                         | Guido Royakkers                | Eugene Rebers                   | Juul Lotgering         |                       |                            |                                    |
| 1982     | -                         | Stef van Haaren                | Peter Brand & Fitzgerald Krudde | Mark Vermeer           |                       |                            |                                    |
| 1981     | -                         | Jan de Wit                     | Stanny Oei                      | Henk Bulthuis          |                       |                            |                                    |
| 1980     | -                         | Heiko Kerkmeester              | Rudie Seip                      | Mark van der Laan      |                       |                            |                                    |
| 1979     | -                         | Menno Akker                    | Eelco Haak                      | Mark van der Laan      |                       |                            |                                    |
| 1978     | -                         | Mark Uildriks                  | Henk Langbroek                  | Benjamin Go            |                       |                            |                                    |
| 1977     | -                         | Rini Kuijf                     | Stef van Haaren                 | Eelco Haak             |                       |                            |                                    |
| 1976     | -                         | Fons van Hamond                | Nicolas Benjamin                | Jan de Wit             |                       |                            |                                    |
| 1975     | -                         | Frits Fritschy                 | Bas van der Grinten             | Frans Maas             |                       |                            |                                    |